# Sankt Nikolaus kyrka, Gavrilov-Jam
Sankt Nikolaus kyrka (ryska: Никольский Храм; translitteration: Nikolskij Hram) är en rysk-ortodox kyrkobyggnad belägen i staden Gavrilov-Jam, i Jaroslavl oblast, i den europeiska delen av Ryssland.
Kyrkan är helgad åt Sankt Nikolaus och tillhör Jaroslavls stift.

## Historik
Sankt Nikolaus kyrka i Gavrilov-Jam byggdes år 1798 på bekostnad av de lokala församlingsmedlemmarna.
Den 29 juni 1909 invigdes kyrkan efter att den hade restaurerats på bekostnad av V. G. Lopatin.
Under sovjettiden användes kyrkan som en idrottsanläggning. 1991 lämnades den tillbaka till församlingen.